# Arne Nilsson
Arne Nilsson (lata życia nieznane) — szwedzki skoczek narciarski; uczestnik mistrzostw świata.

## Kariera
W 1952 roku wziął udział w Tygodniu Lotów Narciarskich w Oberstdorfie. W 1953 roku wystartował natomiast w 1. Turnieju Czterech Skoczni, zajmując 11. miejsce w Garmisch-Partenkirchen, 13. w Oberstdorfie oraz 12. w Innsbrucku. Szansę na wysokie miejsce w klasyfikacji generalnej odebrał mu brak startu w Bischofshofen. Ukończył natomiast kolejną, drugą edycję Turnieju Czterech Skoczni i to na wysokiej, ósmej pozycji zajmując 9. miejsce w Oberstdorfie, 8. w Ga-Pa, 10. w Innsbrucku oraz 14. w Bischofshofen.
W 1954 roku Arne Nilsson wziął udział w mistrzostwach świata w skokach narciarskich w szwedzkim Falun. Sklasyfikowany został na 55. pozycji.